# Spätrömischer Kammhelm

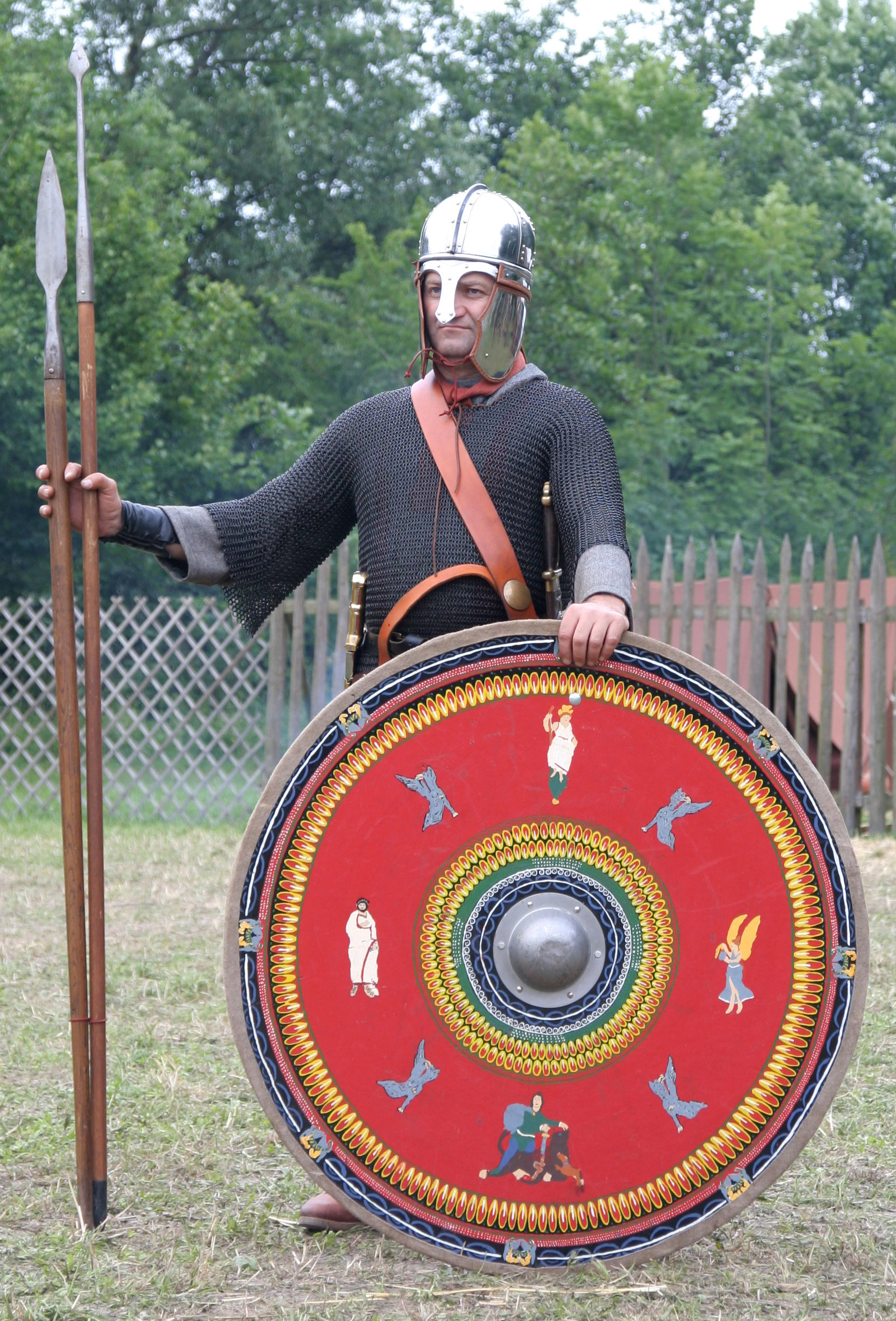
Spätrömischer Soldat mit Kammhelm (Hobbyrekonstruktion)

Der Spätrömische Kammhelm (engl. ridge helmet) wurde möglicherweise aus einem ursprünglich sassanidischen Helmtypus der Spätantike entwickelt. Dieser ausschließlich außereuropäische Einfluss wurde jedoch in der Vergangenheit bereits in Zweifel gezogen. Auch eine Inspiration aus dem Balkan wäre demnach möglich. Thrakische und thrako-getische Traditionen haben ähnliche Helme hervorgebracht.
Verwandte Formen, die sich aus den römischen Kammhelmen entwickelten, sind die skandinavischen Vendelhelme, die noch bis ins Frühmittelalter auf den Britischen Inseln und in Skandinavien verbreitet waren.

## Entwicklung
Römische Kammhelme erscheinen erstmals auf den Münzen Konstantins des Großen, wurden aber bereits wohl gegen Ende des 3. Jahrhunderts vom römischen Militär verwendet und gehörten im weströmischen Machtbereich bis zu dessen Ende neben den Spangenhelmen und der Feldmütze (Pilleus Pannonicus) zur militärischen Grundausstattung.
Eine Sonderform stellt der Segmenthelm persischen Ursprungs aus Dura Europos dar, der in der Bauart zwar römischen Kammhelmen sehr ähnlich ist, aber von diesen vor allem durch seine hoch gewölbte Form deutlich abweicht. Der Helm wurde 1932/1933 im Zuge einer französisch-amerikanischen Grabungskampagne in einem von Mineuren angelegten Tunnel unter einem Turm der Stadtbefestigung gefunden. Neben Skeletten römischer Soldaten fanden sich auch die Überreste eines sassanidischen Kriegers, dem dieser Helm offensichtlich gehörte. Da der Tunnel im Zuge der Belagerung unter dem persischen Herrscher Schapur I. (240/42–270) gegraben wurde, lässt sich der 4,15 kg schwere Helm in die Zeit um 250 n. Chr. datieren.
Wann genau die Einführung der Kammhelme in das römische Heereswesen geschah, kann bisher nicht ermittelt werden, doch liegt es nahe, die Einführung des neuen Helmtyps mit der im 3. Jahrhundert n. Chr. erfolgten Heeresreform während der Regierungszeit des Kaisers Diokletians (284–305) in Einklang zu bringen. Zu diesem Themenkomplex hat der britische Archäologe Simon James in umfassender Form veröffentlicht.
Der Kammhelm brach mit einer seit vielen Jahrhunderten vorherrschenden Tradition des römischen Heereswesens, die sich aus griechisch-italisch-keltischen Vorbildern speiste. Wurde die Helmkalotte bisher aus einem Stück Metall getrieben, entstand der neue Kopfschutz aus zwei oder mehreren Segmenten, die zusammengenietet wurden. Ein längs des Scheitels verlaufender Kamm, der einen nach oben hin abgerundeten, niedrigen oder hohen Kamm aufwies, gab dem Helm seinen modernen Namen. Zu diesem Modell gehört außerdem ein am unteren Helmrand angebrachter umlaufender Stirnreif. Mit Ausnahme ganz früher Ausführungen wurden auch die veränderten Wangenklappen nun nicht mehr mit Scharnieren an der Kalotte befestigt. Diese Verbindung erzielten die Hersteller jetzt mithilfe des Helmfutters und Nähten. Auch der verkürzte Nackenschutz war nicht mehr starr mit der Kalotte verbunden, sondern als eigenständiges, bewegliches Metallstück durch Riemen am eigentlichen Helm befestigt. Ein deutliches Merkmal dieses Helms war zudem der Nasenschutz, der nun erstmals seit rund 700 Jahren im römischen Militärwesen wieder in Erscheinung trat. Neben dem Kammhelm kam als weitere Bauart zur selben Zeit der Spangenhelm auf.
Die neue Helmform war gegenüber den älteren vom römischen Militär genutzten Modellen ein massiver Abstieg, was den Anspruch an die Konstruktion betraf. Das bedeutete jedoch nicht, dass in der Regel minderwertiges Material eingesetzt wurde. Wie James nahelegt, hatte die vereinfachte Herstellungstechnik ökonomische und betriebliche Ursachen, die in der verheerenden Reichskrise des 3. Jahrhunderts begründet lagen. Die Herstellung von Ausrüstungsgegenständen, die bis dahin weitgehend von privaten Produzenten erledigt wurde, kam demnach unter anderem durch die dauerhafte Inflation zum Erliegen. Anhaltende Kriege und Bürgerkriege, in denen die Heeresverbände verschlissen wurden, verlangten jedoch große Mengen an schnell verfügbaren Waffen. Als Folge dieser chaotischen Zustände ging die Rüstungsindustrie in der zweiten Hälfte des 3. Jahrhunderts in staatliche Hände über. Der große Bedarf an militärischen Gütern und ökonomische Gründe führte zu einer starken Rationalisierung der Herstellungsmethoden. Es war der notwendigen Massenproduktion geschuldet, dass nun auf anspruchsvolle Herstellungsverfahren verzichtet wurde. Bei den Kammhelmen entfiel das aufwendige Treiben homogener Kalotten und nach kurzer Zeit verzichteten die Betriebe auch auf die Herstellung von Scharnieren.
Auf der Suche nach einer kostengünstigen, aber wirkungsvollen Helmform griffen die verantwortlichen Militärs möglicherweise auf ältere östliche Typen zurück. Wie das bereits erwähnte Exemplar aus Dura-Europos bezeugt, wurden im persischen Raum schon vor den Römern Helme in ähnlicher Ausführung produziert. Der den römischen Bedürfnissen und Forderungen angepasste Helm unterscheidet sich jedoch deutlich von den orientalischen Typen, so dass beim römischen Kammhelm durchaus von einer eigenständigen Entwicklung ausgegangen werden kann. Seine Vorbilder mögen dennoch im Osten liegen.

## Beschreibung
Die Kalotte des römischen Kammhelms besteht aus zwei Teilen, die in der Helmmitte durch einen vom Hinterkopf zur Stirn verlaufenden Metallbügel (bzw. Kamm) zusammengehalten werden. Er ist in der Regel aus Eisen gefertigt und hat oftmals ein Nasal (Nasenschutz). Die Wangenklappen und der Nackenschutz sind im Gegensatz zu den Helmen der früheren Kaiserzeit nicht mit Scharnieren befestigt, sondern mit dem Helmfutter oder durch Schnüre mit der Kalotte verbunden.
Etliche Kammhelme weisen einen niedrigen Kamm auf, doch wurden auch solche mit einem höheren und hohem Metallkamm gefunden. Die hohe Variante ahmt in stilisierter Form höchstwahrscheinlich die ursprünglich aus Pferdehaaren bestehenden Helmkämme der frühen und mittleren Kaiserzeit nach. Diese Metallkämme sind durch Fundstücken sowie spätantike Wandmalereien, Schnitzwerke und Steindenkmäler dokumentiert. An der Vorderseite der Kämme aus späterer Produktion konnte sich als Stirnplakette ein runder Beschlag befinden, der das Christusmonogramm zeigte. In der Vergangenheit wurde bei einigen heute museal ausgestellten Stücken möglicherweise nicht erkannt, dass sie eine höhere Kammscheibe besessen haben könnten.
Mit Ausnahme eines Fundes, der aus dem hunnischen Grab von Concești in Rumänien (Kreis Botoșani) stammt, wurden alle spätantiken Kammhelme auf ehemaligem römischen Reichsgebiet gefunden. Der Helm von Concești ist gleichsam einer der jüngsten Vertreter und stammt aus der Zeit um 400. Nach dem äußeren Erscheinungsbild unterscheidet man drei Typen, die nach bekannten Fundorten benannt sind:
- Typ Dunapentele/Intercisa
- Typ Berkasovo-Deurne (siehe Helm von Deurne)

Die spätrömische Armee brachte den Kammhelm mit nach Germanien und Britannien, wovon zahlreiche, manchmal mit Gravuren oder gar Edelsteinen (meistens aber Glasimitationen) verzierte Fundstücke zeugen.

## Galerie

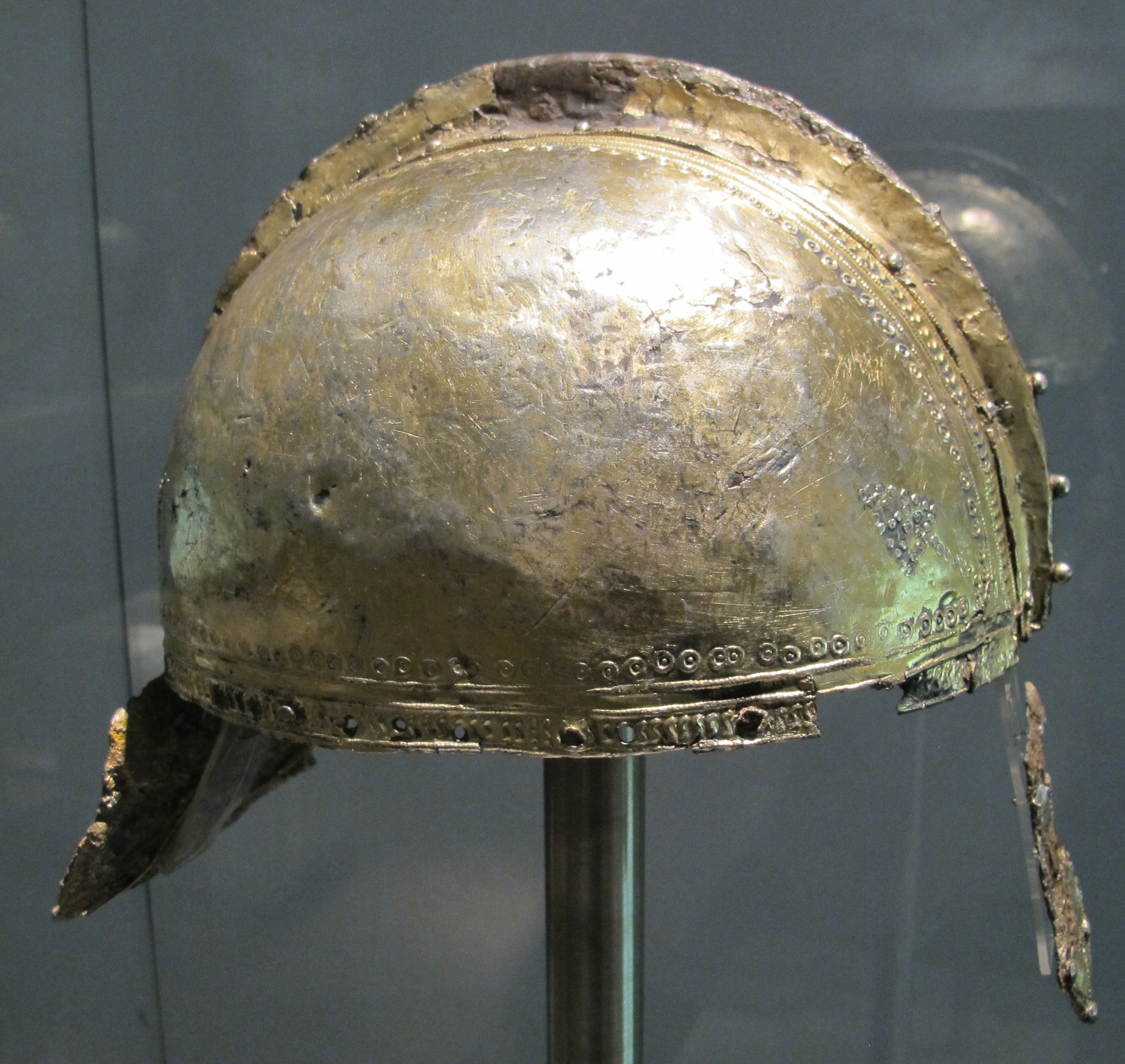
Kammhelm aus Augsburg-Pfersee, Typ Deurne-Berkasovo (Augsburg)
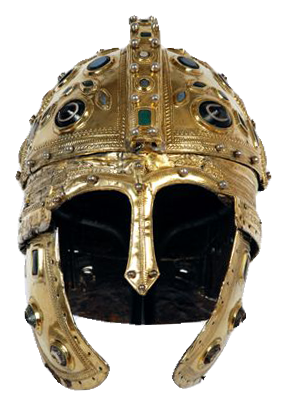
Kammhelm aus der Nähe von Berkasovo, Serbien, Typ Deurne-Berkasovo (Berkasovo I)
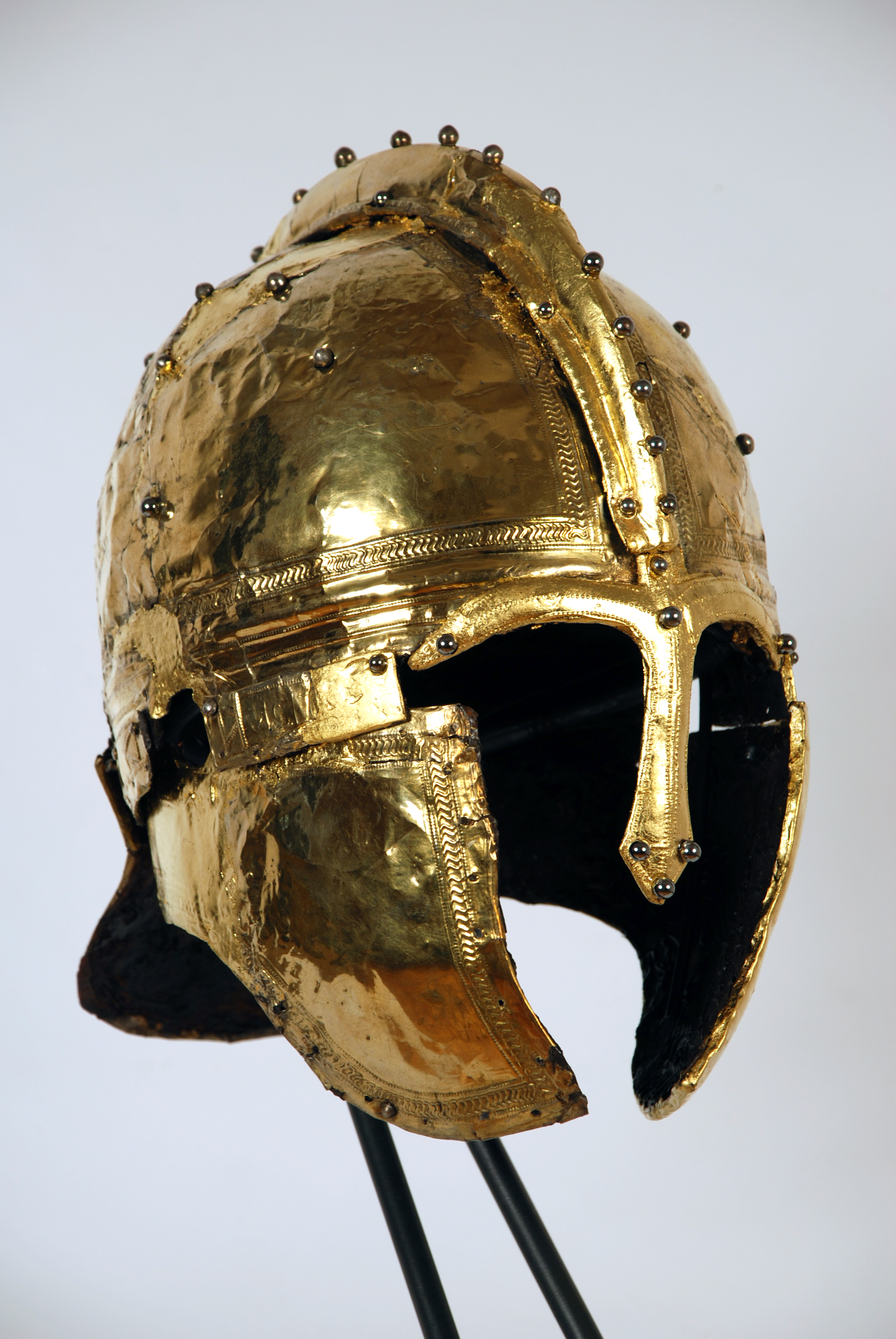
Kammhelm aus der Nähe von Berkasovo, Serbien, Typ Deurne-Berkasovo (Berkasovo II)
Kammhelm aus der Nähe von Jarak, Sremska Mitrovica, Serbien, Typ Deurne-Berkasovo
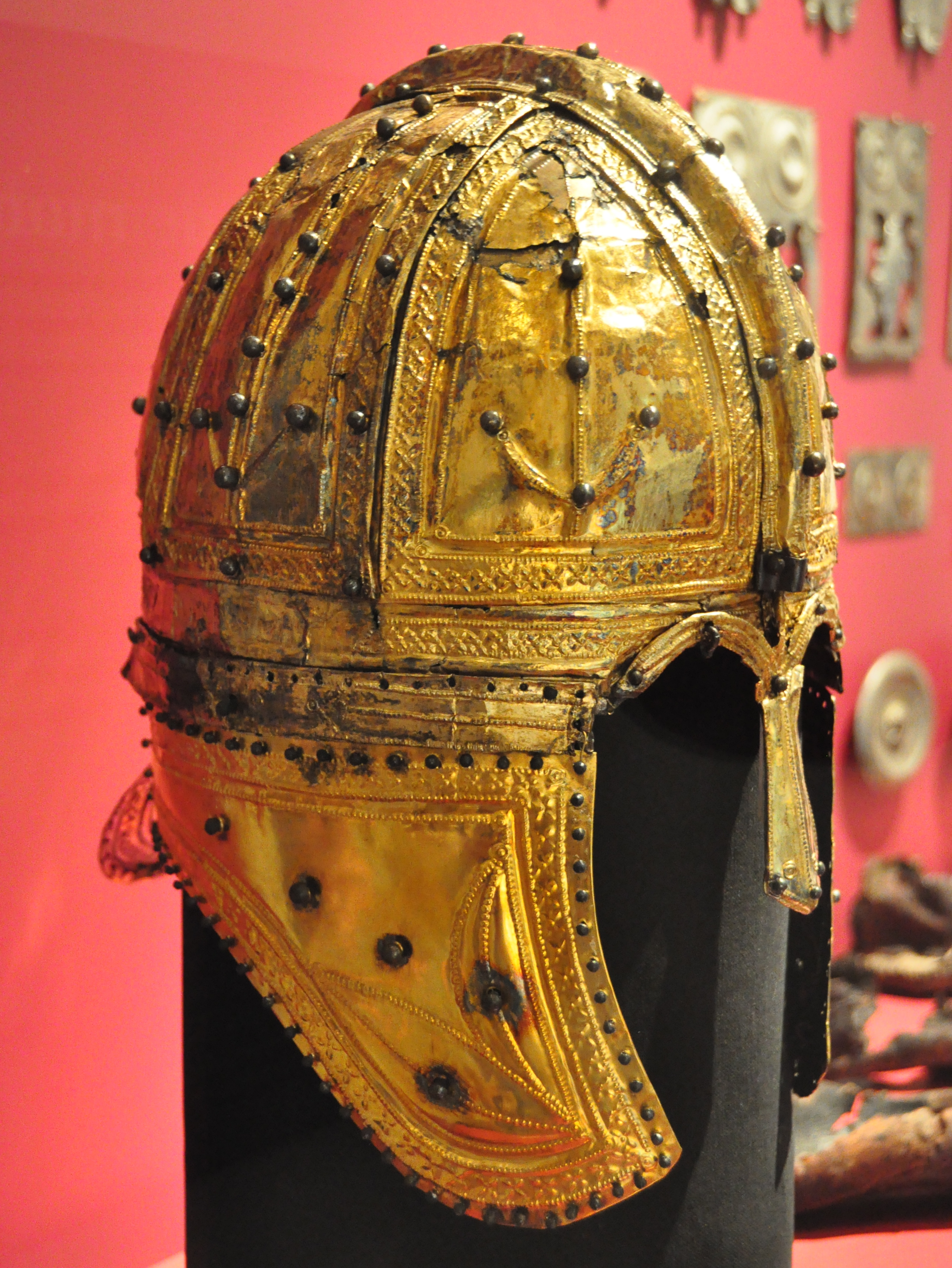
Kammhelm aus Deurne, Niederlande, Typ Deurne-Berkasovo (Deurne)
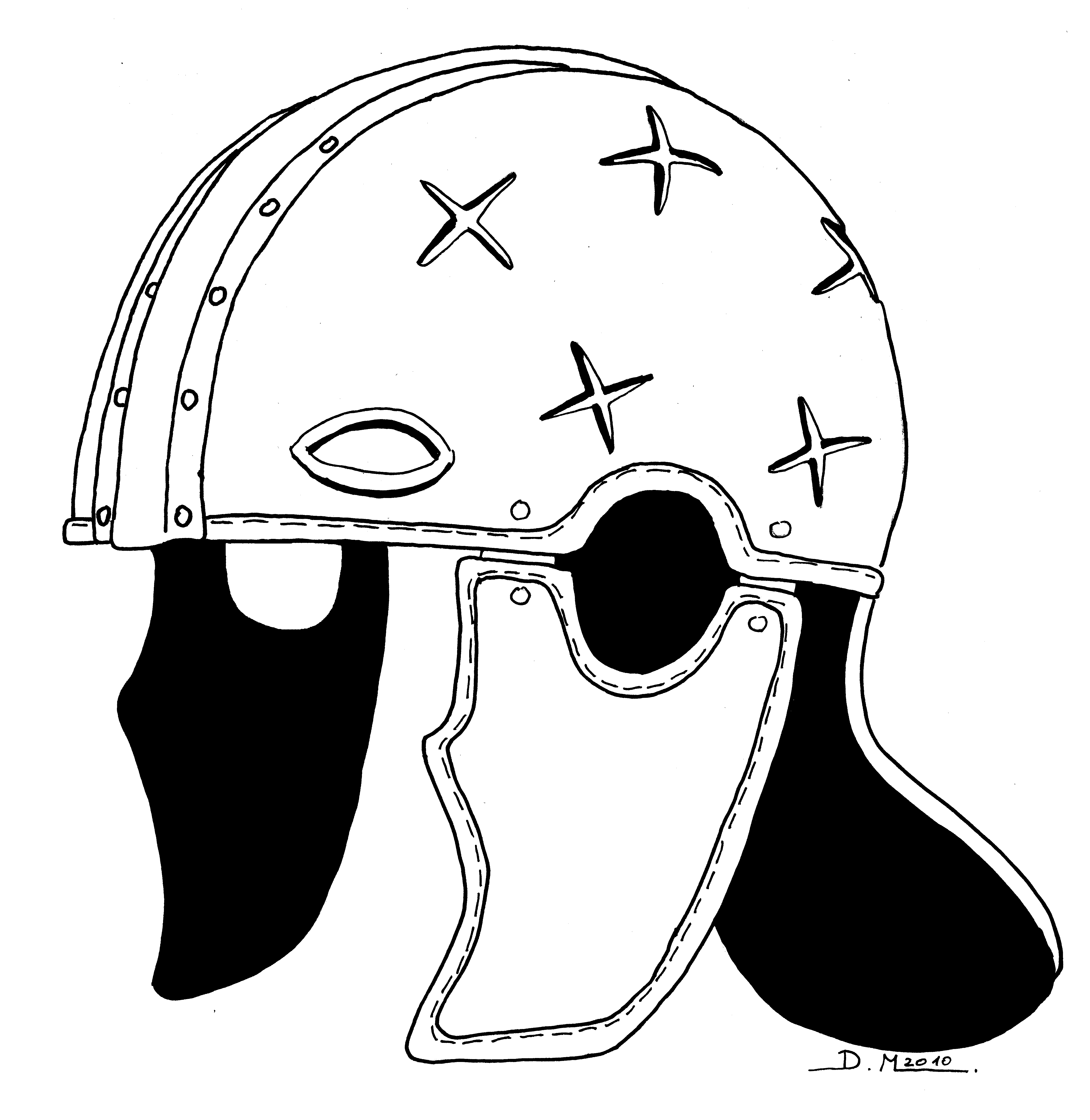
Kammhelm aus Dunaújváros, Ungarn, Typ Dunapentele/Intercisa (Intercisa 2)
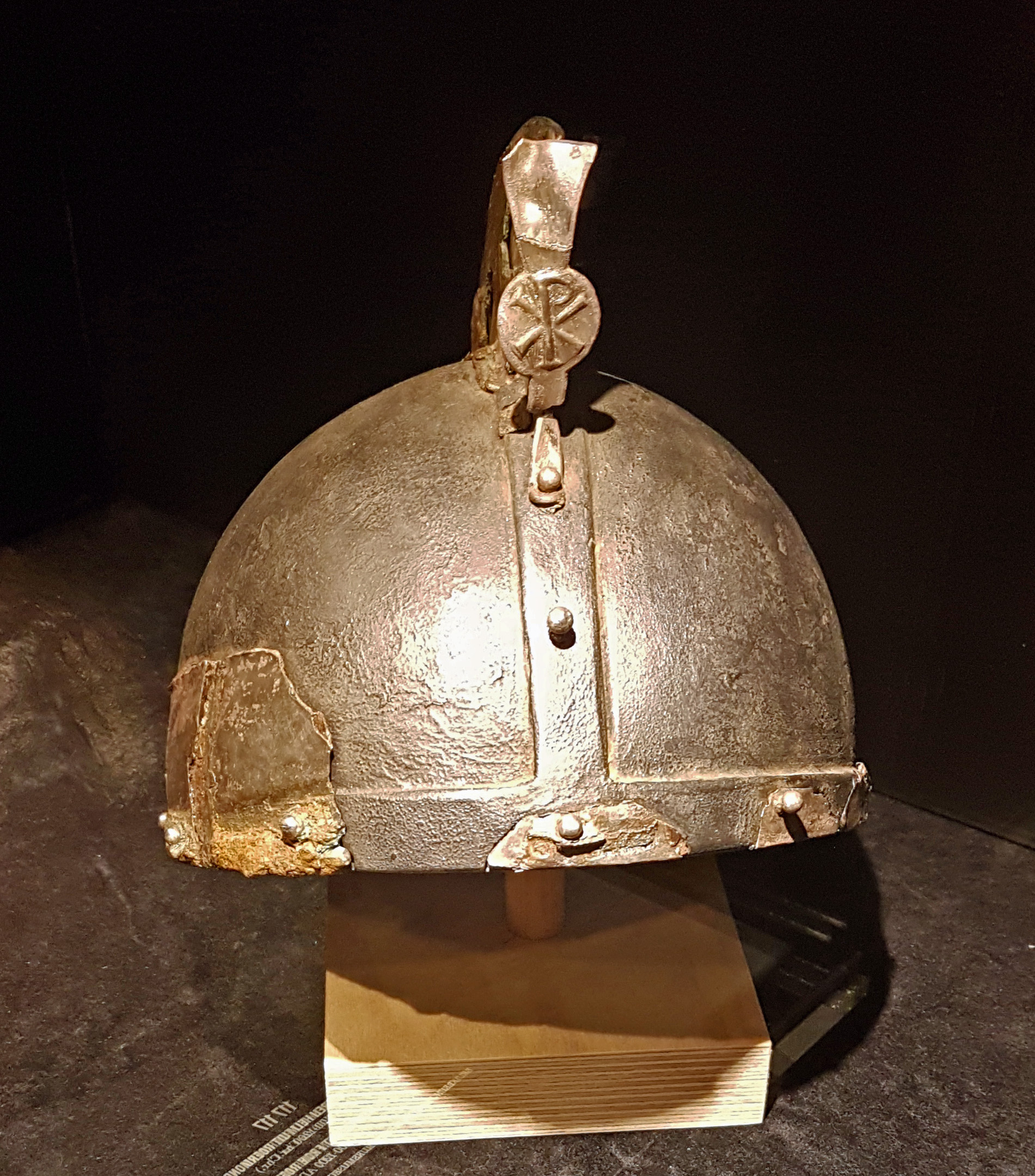
Stark rekonstruierter Kammhelm mit hoher Kammscheibe und Christusmonogramm aus Kessel, Limburg, Niederlande, Typ Dunapentele/Intercisa
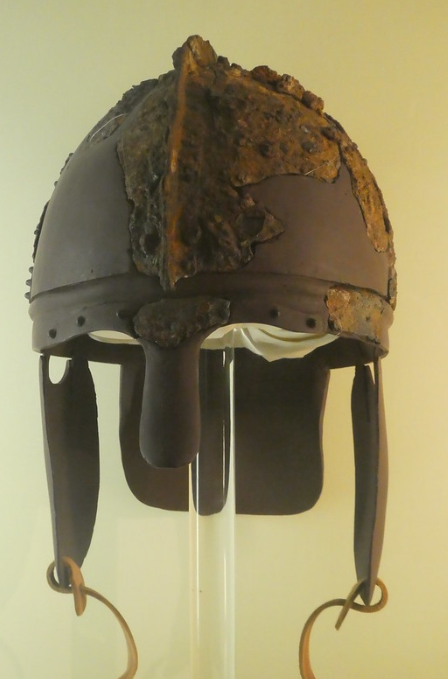
Teilrekonstruierter Kammhelm eines römischen Kavalleristen aus Burgh Castle, Mitte des 4. Jahrhunderts n. Chr. (Time and Tide Museum, Great Yarmouth)